# Пак То Ён
Пак То Ён (кор. 박도영; англ. Park Do Yeong; род. 30 января 1993 года в Сувоне, Республика Корея) — южнокорейская конькобежка). Бронзовый призёр чемпионата мира, чемпионка Азиатских игр, участница Зимних Олимпийских игр 2010 года, 5-кратная чемпионка Кореи на отдельных дистанциях и 25-кратная призёр чемпионата Кореи.

## Биография
Пак То Ён выросла в Янджу и в начальной школе Ынбон попала в команду по лёгкой атлетике. Ей также нравился футбол и она хотела пойти в футбольную команду в Сеуле, но родители не отпустили. Ён начала кататься на коньках в 5-м классе начальной школы (11 лет) на местном рыболовном участке в качестве школьной специальности. Сначала это было её хобби, но в 12 лет решила заняться профессионально. Родители были вновь против, но когда она купила коньки и стала заниматься, согласились.
С 2006 года после поступления в среднюю школу Пэксок в Янджу, Пак стала участвовать в чемпионате Кореи среди юниоров, а в 2008 году дебютировала на юниорском чемпионате мира. С того года она тренировалась в команде "Team Pursuit". В сезоне 2008/09 дебютировала на Кубке мира, заняла 2-е место в многоборье на чемпионате Кореи и 1-е на дистанции 3000 м. На чемпионате Азии стала 2-й в забеге на 3000 м и 3-й на 5000 м. В феврале 2009 года на юниорском чемпионате мира в Закопане стала серебряным призёром на дистанции 3000 м и бронзовым в командной гонке.
В марте 2009 года на чемпионате мира на отдельных дистанциях в Ричмонде заняла лучшее 16-е место в забеге на 5000 м. В январе 2010 года на чемпионате Азии в Обихиро заняла 3-е места на дистанциях 3000 и 5000 м. На 91-м Национальном зимнем спортивном фестивале Пак одержала победу в забеге на 3000 м и стала 2-й на 1500 м и в командной гонке. 
На зимних Олимпийских играх в Ванкувере участвовала на дистанции 3000 м и в командной гонке, став 27-й и 8-й соответственно, а следом на чемпионате мира среди юниоров в Москве заняла 3-е место в командной гонке. В марте дебютировала на чемпионате мира в классическом многоборье в Херенвене и заняла 15-е место.
На Зимних Азиатских играх 2011 года в Астане выиграла в командной гонке, стала второй на 5000 метров, 4-й в масс-старте и 5-й на 3000 метров. На 92-м Национальном зимнем спортивном фестивале она заняла 1-е место в забеге на 3000 м и 3-е на 1500 м. На чемпионате мира среди юниоров 2011 года выиграла золотые медали на дистанции 3000 м и в командной гонке. В 2012 году стала 3-й на чемпионате Азии в классическом многоборье в Астане. 
На своём 5-м чемпионате мира среди юниоров в Обихиро Пак То Ён выиграла дистанцию 3000 метров и командную гонку. На чемпионате мира в Москве стала 12-й в сумме многоборья. В марте на чемпионате мира на отдельных дистанциях в Херенвене она поднялась на 6-е место в забеге на 5000 м.
В 2013 году на 94-м Национальном зимнем спортивном фестивале она заняла 2-е место в забеге на 3000 м и 3-е на 1500 м. Пак впервые завоевала бронзовую медаль в командной гонке на чемпионате мира на отдельных дистанциях в Сочи. В декабре 2013 года она участвовала на зимней Универсиаде в Трентино и заняла 1-е место в командной гонке, а также два 3-х места в забегах на 3000 и 5000 м. 
В сезоне 2013/14 Ён перенесла операцию колена, которое было порезано лезвием конька и пропустила олимпиаду в Сочи в 2014 году. Хоть и участвовала в национальных соревнованиях, но ещё год она проходила реабилитацию после травмы. В сезоне 2015/16 стала выступать за команду мэрии Тондучхон ("Dongducheon City Hall") и сделала свои первые шаги в качестве офисного работника. На этапе Кубка мира в Инцелле заняла 3-е место в масс-старте, а на чемпионате мира на отдельных дистанциях в Коломне стала 12-й в масс-старте.
В сезоне 2018/19 она выиграла на 100-м Национальном зимнем спортивном фестивале в масс-старте и в командной гонке и заняла 3-е место в беге на 3000 м. В ноябре 2019 года Пак То Ён выиграла национальный чемпионат в забеге на 5000 м, а в декабре заняла 3-е место в многоборье. 27 декабря 2019 года она объявила о завершении карьеры в конькобежном спорте. Из-за распада её команды "Dongducheon City Hall" она решила не искать новую и переключилась на другой вид спорта (велоспорт).

## Личная жизнь
Пак То Ён в 2015 году окончила Корейский национальный спортивный университет в области физического воспитания. Она любит писать рэп-тексты в кафе и петь, а также ведёт канал на YouTube о путешествиях и о конькобежном спорте.